# Katedrala svetega Korentina, Quimper
Stolnica svetega Korentina (francosko Cathédrale Saint-Corentin de Quimper) je stolna cerkev v francoskem mestu Quimper, sedež škofije Quimper-Léon. Na seznamu francoskih zgodovinskih spomenikov je od leta 1862.
Pretežno gotska cerkev, posvečena sv. Korentinu, prvemu škofu Quimperja, je bila grajena v 13. do 15. stoletju na mestu nekdanje romanske notredamske cerkve iz 11. stoletja. V času francoske revolucije je postala hram razuma, ko je bila večina predmetov v notranjosti cerkve zažgana ali je izginila. Svoje poslanstvo je dobila nazaj s konkordatom leta 1801, prenovljena v srednjeveškem slogu. V tem času je dobila nova stolpa in je z 80 metri višine postala najvišja v Bretanji.